# 화이상구

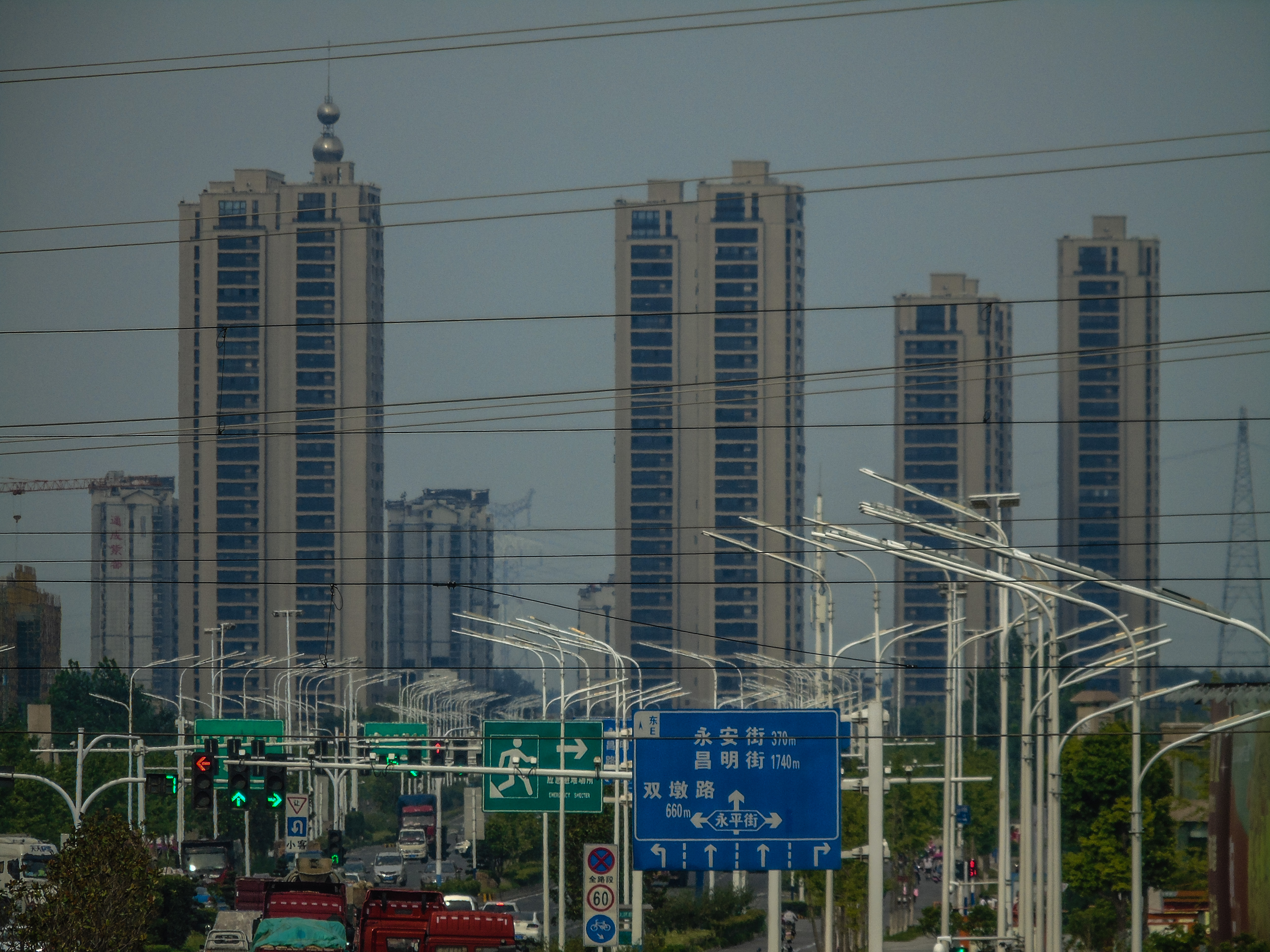

화이상구(한국어: 회상구, 중국어: 淮上区, 병음: Huáishàng Qū)는 중화인민공화국 안후이성 벙부 시의 현급 행정구역이다. 넓이는 232km2이고, 인구는 2007년 기준으로 170,000명이다.

## 행정 구역
1개 가도, 3개 진, 1개 향을 관할한다.
- 가도: 淮滨街道.
- 진: 小蚌埠镇, 吴小街镇, 曹老集镇.
- 향: 梅桥乡.